# ラ・カントゥタ事件
ラ・カントゥタ事件（ラ・カントゥタじけん）は、1992年7月18日にペルーで起こった誘拐拷問殺人事件。ペルー国軍のコリーナ部隊が、センデロ・ルミノソのメンバーと誤認した学生と教授を拉致して殺害したもの。

## 事件
1992年7月18日の夕暮れ時、ペルーのリマ市内にあるエンリケ・グスマン・イ・バジェ国立教育大学（Universidad Nacional de Educación Enrique Guzmán y Valle）通称ラ・カントゥタ大学に、兵士らしき者が乱入し、周りの学生に伏せるよう命令を下し、9人の学生と1人の教授を拉致して去った。その後、しばらく行方不明事件として経過する。
1993年4月、拉致された学生と教授は全員拷問の末殺害されたという情報が、匿名で寄せられる。同年7月8日、陸軍情報局の事務員のマリエジャ・バレト・リオファノより、地図入りの説明が雑誌に寄せられ、これにより検察庁が調査し行方不明者の内4人の遺骨を発見する。ペルー国軍のコリーナ部隊の「作戦行動」ということが、その後、明らかになる。

## 背景
ペルーにおいて、武装勢力センデロ・ルミノソによるテロ活動が活発であった。テロ暴力におびえる支配地域住民の支持もあった。ペルー国内では武装勢力に対抗するため、1982年より国軍が投入されてきた。
その一方で、武装勢力の協力が疑われる一般市民に対して、襲撃などの行為が目立ってきた。左翼の多い大学に対して、警察および軍関係者は、抑圧の姿勢で臨むことが一般的となった。また、テロを根絶するということを優先課題として、軍部の人権侵害に対して寛容になる方向で、当時のペルー政府首脳は動いていた。1985年から1990年にかけてのアラン・ガルシア政権時代も、1985年に起こった47人以上の民間人が殺害された「アコマルカ虐殺事件」（Masacre de Accomarca）での軍部関係者の処罰があったものの、1986年の「ルリガンチョ刑務所射殺事件」や「エメフロントン刑務所事件」、1988年5月の13人の民間人が殺害され数十人が「カヤラ殺害事件」があり、いずれも隠蔽される方向で動いたとされる。
1990年7月28日にペルー大統領に就任したアルベルト・フジモリ大統領は、ブラディミロ・モンテシノスら情報機関幹部と連密になり、ガルシア政権よりもより軍部の利益を重視することとなった。

## 責任追及

### 刑事裁判および恩赦
1993年5月、ペルー国軍で、このラ・カントゥタ事件の捜査が進められる。責任ある兵士および軍関係者7人が逮捕される。1993年12月、殺人行為に加わったとされる兵士に対して、一般刑事裁判での起訴の手続きがなされる。軍事裁判か、一般刑事裁判かで、軍部と検察とで争いが生まれる。1994年2月7日、ペルー最高裁判所は、ラ・カントゥタ事件は軍事裁判所が管轄とする決定を下す。同年2月21日、軍事裁判所で、ラ・カントゥタ事件の関係者に対して、懲役1年から20年の判決を下す。同年6月14日、恩赦法がペルー国会で制定されるが、内容には、「1980年から1995年までの人権侵害に係わって捜査、告発、有罪判決、刑の執行の対象となっている軍人、警察官、民間人の法的責任を免除する」という内容が含まれる。これにより、被告人とされていた兵士は釈放となる。1991年11月3日に起こった民間人殺害事件のバリオス・アルトス事件についても、リマ高等裁判所により、捜査終結が宣言される。

### 米州機構での動き
1995年6月30日、ペルー全国人権団体連合会（CHDDHH）が、バリオス・アルトス事件に関して、ペルー政府を相手取って米州機構人権委員会に告発する。同年8月28日に、審理手続きが開始となる。2000年3月7日、米州機構人権委員会は、「ペルー政府に、バリオスアルトス事件について、恩赦法を無効とし、捜査の再開し、被害者・遺族への補償の実施を行うこと」を要求する報告書を発表する。同年6月8日に、米州人権委員会は。米州機構人権裁判所に告訴する。同年11月、フジモリ大統領は罷免される。ペルー政府のバリオス・アルトス事件に対する方針が変更される。2001年3月14日、ペルー政府側が、管轄権問題や事実関係を争わないことを確認し、「ペルー政府が、バリオス・アルトス事件を捜査し、責任者を罰し、被害者に補償をすること」という内容の判決が、米州機構人権裁判所によって出される。同年8月には、ペルー政府が、遺族と重傷者に、合計330万ドルもの補償に同意する。

### 再び刑事裁判
2000年11月のフジモリ大統領罷免以降、コリーナ部隊関係者が逮捕拘留される。2001年5月21日、ネリー・カルデロン検事総長が、コリーナ部隊の最終的責任者のフジモリ前大統領もバリオス・アルトス事件およびラ・カントゥタ事件の共犯者とする意見をペルー議会で述べる。9月には、日本に亡命していたアルベルト・フジモリが起訴される。2003年3月26日、殺人容疑も含めて、フジモリに対し、国際刑事警察機構が国際逮捕手配書を交付する。2005年11月7日、ペルー政府の要請で、チリ政府がアルベルト・フジモリを逮捕する。「フジモリは、コリーナ部隊の作戦を認識しつつ許可を与えており、また、その部隊員が本来負うべき責任から免れるのを恩赦法により手助けしていた」と検察が主張し、求刑は禁固30年である。2007年4月7日、フジモリに懲役25年の有罪判決が下る。フジモリは、バリオス・アルトス事件およびラ・カントゥタ事件について、関与を一切否定している。2010年1月3日、ペルー最高裁判所により、フジモリへの有罪判決が確定する。